# Borki (powiat płocki)
Borki – wieś w Polsce położona w województwie mazowieckim, w powiecie płockim, w gminie Gąbin.
W skład sołectwa Borki wchodz także wieś Troszyn Polski.
W latach 1954–1961 wieś należała i była siedzibą władz gromady Borki, po jej zniesieniu w gromadzie Dobrzyków. W latach 1975–1998 miejscowość należała administracyjnie do województwa płockiego.